# Oladano (Lahusa)
Oladano is een bestuurslaag in het regentschap Nias Selatan van de provincie Noord-Sumatra, Indonesië. Oladano telt 1051 inwoners (volkstelling 2010).